# Despertador (programa de televisão)
Despertador (em russo: Будильник) foi um programa de variedades matinal para crianças famoso na tv soviética, transmitido de 1965 a 1997 .

## Apresentadores
- Nadezhda Rumyantseva (apresentadora permanente desde os 19 anos)
- Svetlana Zhiltsova (apresentadora nos anos 60 e 70)
- Angelina Vovk (apresentadora nos anos 80)
- Spartak Mishulin
- Aleksandr Abdulov
- Vitaly Solomin e Irina Muravyova
- Yuri Bogatyrev,
- Lvgeniy Leonov
- Sergey Martinson
- Leonid Bronevoy
- Sergey Prokhanov
- Oleg Popov
- George Tusuzov
- Nina Kornienko
- Vgeny Petrosyan
- Sergey Pavlov